# جيمس مارشال رايلي
جيمس مارشال رايلي (بالإنجليزية: James Marshall Reilly)‏ هو صحفي أمريكي، ولد في 21 سبتمبر 1981 في نيويورك في الولايات المتحدة.